# 透水さらさ
透水 さらさ（とうみ さらさ、6月23日 - ）は、日本の女優・歌手。元宝塚歌劇団雪組の娘役。
京都府京都市、私立京都大谷高等学校出身。身長163cm。愛称は「ゆきえ」、「さらさ」。
タカラヅカ・ライブ・ネクスト所属。

## 来歴
2004年、宝塚音楽学校入学。
2006年、宝塚歌劇団に92期生として入団。入団時の成績は6番。宙組公演「NEVER SAY GOODBYE」で初舞台。その後、雪組に配属。
歌の得意な娘役として早くから注目を集め、2012年のショー「Shining Rhythm!」で、初のエトワールに抜擢。同年、音月桂・舞羽美海トップコンビ退団公演となる「JIN-仁-」で、新人公演初ヒロイン。
その後もディーバと称される歌声で歌手として活躍したが、2015年10月11日、「星逢一夜／La Esmeralda」東京公演千秋楽をもって、宝塚歌劇団を退団。退団公演では、自身4度目となるエトワールを務めた。
退団後は結婚・出産を経て、女優や歌手として幅広く活動している。
2021年6月よりタカラヅカ・ライブ・ネクスト所属となる。

## 宝塚歌劇団時代の主な舞台

### 初舞台
- 2006年3 - 5月、宙組『NEVER SAY GOODBYE』（宝塚大劇場のみ）

### 雪組時代
- 2006年9 - 12月、『堕天使の涙』『タランテラ!』
- 2007年2月、『ハロー!ダンシング』（バウホール）
- 2007年5 - 8月、『エリザベート』 - 新人公演：女官
- 2007年10月、『シルバー・ローズ・クロニクル』（ドラマシティ・日本青年館） - ローラ
- 2008年1 - 3月、『君を愛してる-Je t'aime-』 - 新人公演：ウイエ（本役：麻樹ゆめみ）『ミロワール』
- 2008年5 - 6月、『凍てついた明日』（バウホール） - メアリー・オーディア（舞羽美海とWキャスト）
- 2008年8 - 11月、『ソロモンの指輪』『マリポーサの花』
- 2009年1月、『忘れ雪』（バウホール・日本青年館）
- 2009年3 - 5月、『風の錦絵』『ZORRO 仮面のメサイア』 - テカクイータ、新人公演：ファナ（本役：舞羽美海）
- 2009年7 - 10月、『ロシアン・ブルー』 - オレガ・ネコタナ、新人公演：レベッカ・ウォード（本役：美穂圭子）『RIO DE BRAVO!!』
- 2009年11 - 12月、『雪景色』（バウホール・日本青年館） - 幽霊の小糸／お市
- 2010年2 - 4月、『ソルフェリーノの夜明け』 - コゼット、新人公演：マリアン（本役：大月さゆ）『Carnevale（カルネヴァーレ）睡夢（すいむ）』
- 2010年6 - 9月、『ロジェ』 - 新人公演：クリスティーヌ（本役：美穂圭子）『ロック・オン!』
- 2010年10 - 11月、『オネーギン Evgeny Onegin』（日本青年館・バウホール） - オリガ・ラーリナ（オーレンカ）
- 2011年1 - 3月、『ロミオとジュリエット』 - 新人公演：乳母（本役：沙央くらま）[3]
- 2011年4 - 5月、『ニジンスキー-奇跡の舞神-』（バウホール・日本青年館） - ジョゼット
- 2011年7月、『灼熱の彼方〜「オデュセウス編」と「コモドゥス編」〜』（バウホール） - ルッキラ
- 2011年9 - 11月、『仮面の男』 -マリー・アントワネット、新人公演：大女優（本役：晴華みどり）『ROYAL STRAIGHT FLUSH!!』
- 2011年12 - 2012年1月、『Samourai』（ドラマシティ・日本青年館） - ヴェロニク
- 2012年3 - 5月、『ドン・カルロス』 - 女官ソフィア、新人公演：レルマ公女（本役：舞咲りん）『Shining Rhythm!』 初エトワール[1][3][6]
- 2012年7 - 8月、『フットルース』（梅田芸術劇場・博多座） - ユーリーン
- 2012年10 - 12月、『JIN-仁-』 - 茜、新人公演：橘咲／結命（本役：舞羽美海）『GOLD SPARK!-この一瞬を永遠に-』 新人公演初ヒロイン[1][3][6]
- 2013年2月、『若き日の唄は忘れじ』 - 留伊『Shining Rhythm!-新たなる誕生-』（中日劇場） エトワール[1]
- 2013年4 - 7月、『ベルサイユのばら-フェルゼン編-』 - オーレリー／市民
- 2013年8 - 9月、『若き日の唄は忘れじ』 - 留伊『ナルシス・ノアールII』（全国ツアー） エトワール[1]
- 2013年11 - 2014年2月、『Shall we ダンス?』 - キャシー『CONGRATULATIONS 宝塚!!』
- 2014年3 - 4月、『心中・恋の大和路』（ドラマシティ・日本青年館） - 鳴渡瀬
- 2014年6 - 8月、『一夢庵風流記 前田慶次』 - 国『My Dream TAKARAZUKA』
- 2014年10月、『伯爵令嬢』（日生劇場） - サラ
- 2015年1 - 3月、『ルパン三世-王妃の首飾りを追え!-』 - ジャンヌ・ド・ラ・モット伯爵夫人『ファンシー・ガイ!』
- 2015年5 - 6月、『アル・カポネ-スカーフェイスに秘められた真実-』（ドラマシティ・赤坂ACTシアター） - エドナ
- 2015年7 - 10月、『星逢一夜（ほしあいひとよ）』 - 湧『La Esmeralda（ラ エスメラルダ）』 退団公演、エトワール[5][1][3][6]

### 出演イベント
- 2009年6月、第1回『マグノリアコンサート・ドゥ・タカラヅカ』
- 2009年6月、『百年への道』（コーラス）
- 2009年12月、タカラヅカスペシャル2009『WAY TO GLORY』（コーラス）
- 2014年12月、タカラヅカスペシャル2014『Thank you for 100 years』

## 宝塚歌劇団退団後の主な活動

### 舞台
- 2017年1月、『スター☆ピープルズ!!』（紀伊國屋ホール） - ユキ[6]
- 2018年4 - 5月、『ザ・池田屋!』（紀伊國屋ホール・ABCホール） - キャサリン[8]
- 2021年9月、『アプローズ〜夢十夜〜』（日本青年館・バウホール）[9]